# NGC 1010
NGC 1010 je galaksija u zviježđu Kit.

## Vanjske poveznice
- SEDS: NGC 1010